# Travis Blackley
Travis Jarred Blackley (né le 4 novembre 1982 à Melbourne, Victoria, Australie) est un lanceur gaucher des Ligues majeures de baseball de 2004 à 2013.

## Carrière

### Mariners de Seattle
Travis Blackley signe son premier contrat professionnel en 2000 avec les Mariners de Seattle de la Ligue majeure de baseball. Il évolue dans les ligues mineures avec des clubs affiliés aux Mariners de 2001 à 2004 et gravit les échelons jusqu'aux majeures. Il dispute sa première partie pour Seattle le 1er juillet 2004 et est appelé au monticule six fois comme lanceur partant. À son premier match, face aux Rangers du Texas, il savoure sa première victoire. Ses cinq autres sorties sont moins couronnées de succès : il encaisse trois défaites et affiche une moyenne de points mérités de 10,04 en 6 matchs et 26 manches lancées. Une blessure à l'épaule gauche subie en fin de saison alors qu'il évolue avec le club-école des Mariners à Tacoma mène à une opération : Blackley rate toute la saison de baseball 2005 et doit déclarer forfait pour la Classique mondiale de baseball 2006 où il devait jouer avec l'équipe d'Australie. Il revient au jeu en 2006, joue deux matchs avec Tacoma et passe la majorité de l'année au niveau Double-A des ligues mineures avec le club de San Antonio, affilié aux Mariners.

### Giants de San Francisco
Le 1er avril 2007, les Mariners de Seattle échangent Blackley aux Giants de San Francisco en retour de Jason Ellison, un voltigeur. Assigné aux mineures, Blackley revient dans les majeures avec les Giants le 23 septembre 2007. Il dispute deux matchs comme lanceur partant, sans obtenir de décision.

### Ligues mineures
Le 6 décembre 2007, les Phillies de Philadelphie l'obtiennent des Giants via le repêchage de règle 5 et le lanceur gaucher passe la saison 2008 dans les mineures à Lehigh Valley avec le club-école des Phillies.
Mis sous contrat par les Diamondbacks de l'Arizona, il joue 2009 avec leur club-école de Reno, dans le Triple-A, après avoir porté au printemps les couleurs de l'équipe d'Australie à la Classique mondiale de baseball 2009.
En 2010, il amorce la saison dans les mineures avec un club-école des Mets de New York. Lorsqu'il est libéré de son contrat, il signe chez les Athletics d'Oakland et, une fois de plus, est assigné aux mineures. Il joue aussi en Ligue mexicaine de baseball avec les Dorados de Chihuahua en 2010.

### Ligue australienne de baseball
En 2010-2011, Travis Blackley porte les couleurs des Aces de Melbourne, une équipe de la Ligue australienne de baseball. Son club atteint la finale de la ligue mais s'incline 2-1 contre l'équipe de Perth.

### Corée du Sud
Blackley se joint aux Kia Tigers de la KBO, la ligue professionnelle de Corée du Sud, pour la saison de baseball 2011.

### Retour à San Francisco

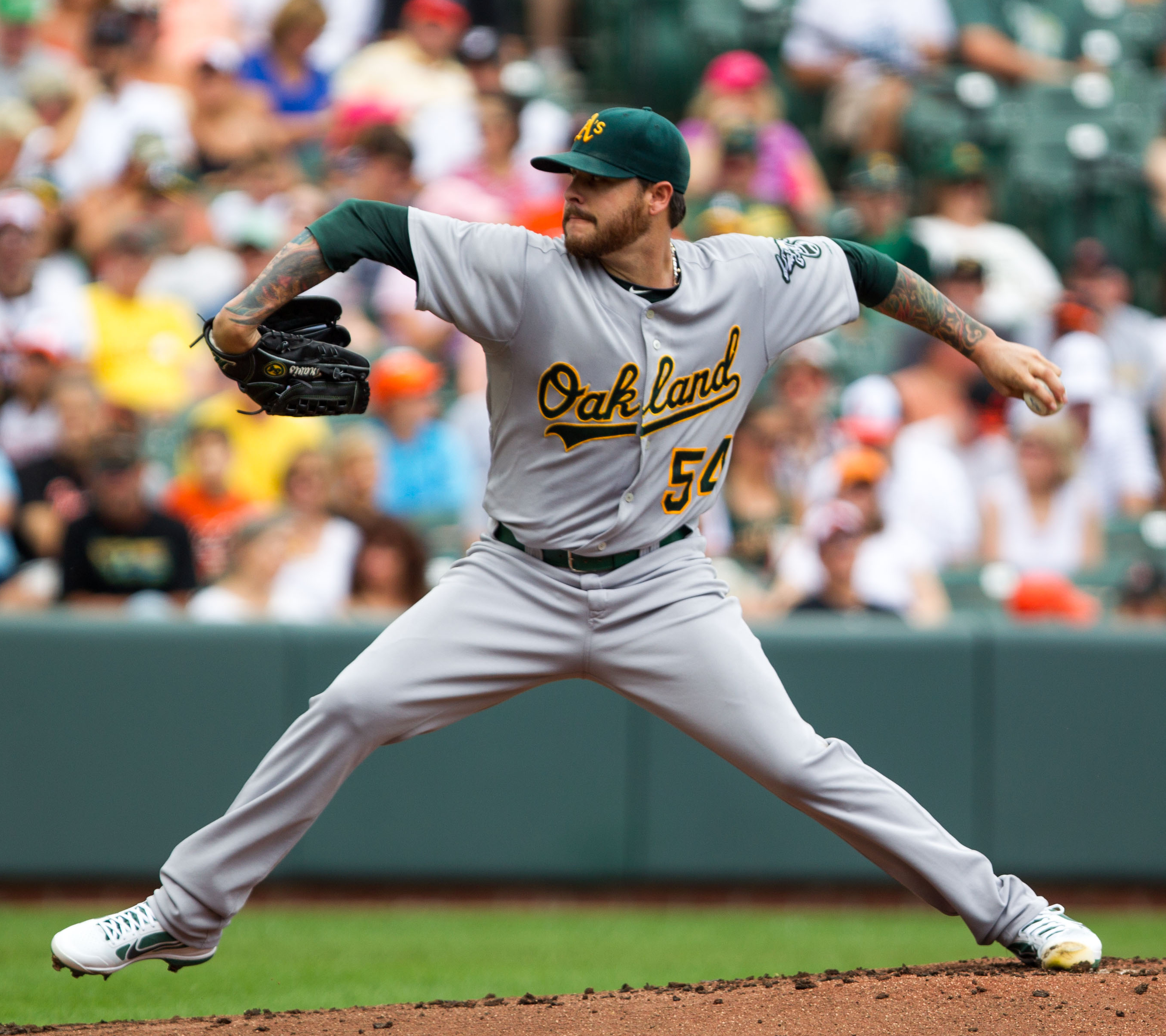
Travis Blackley lance pour Oakland en 2012.

Le 16 février 2012, Blackley est de nouveau mis sous contrat par les Giants de San Francisco, qui l'invitent à leur entraînement de printemps. Il ne trouve pas de poste dans l'équipe et est assigné à leur club-école de Fresno dans la Ligue de la côte du Pacifique. Il est cependant rappelé par le grand club et rejoint les Giants dès le 2 mai. Il s'agit de son premier match dans le baseball majeur en plus de quatre ans et demi. Il effectue quatre sorties comme lanceur de relève pour San Francisco mais accorde cinq points mérités en cinq manche lancées pour une moyenne de 9,00.

### Athletics d'Oakland
Le 15 mai 2012, les Athletics d'Oakland réclament Blackley des Giants au ballottage. Utilisé en relève dans trois matchs au cours desquels il n'accorde aucun point, il effectue un premier départ comme lanceur partant dans la saison le 28 mai, ne donnant qu'un point aux Twins du Minnesota en cinq manches au monticule. La performance défaillante des releveurs qui lui succèdent privent Blackley de sa première victoire depuis 2004. Il obtient cette première victoire le 15 juin sur San Diego. En 24 matchs, dont 15 comme partant, et 102 manches et deux tiers lancées pour les A's en 2012, Blackley maintient une moyenne de points mérités de 3,86 avec 6 victoires et 4 défaites.

### Astros de Houston
Le 4 avril 2013, Oakland échange Blackley aux Astros de Houston contre le voltigeur des ligues mineures Jake Goebbert.